# Лёнва (верхний приток Камы)
Лёнва — река в Пермском крае России, левый приток Камы. Нижнее течение проходит по городскому округу Березники, верхнее — по территории Соликамского района. Впадает в Камское водохранилище на 21 км севернее Яйвы. Длина реки 12 км.
Река образуется при впадении р. Гулина в р. Карькинская севернее г. Березники. Л. течёт на юго-запад, русло извилистое.

## Этимология
Название реки коми-пермяцкое, состоит из двух корней «лён»(растение) и «ва» — вода. Т.о., Лёнва — «река, текущая среди полей льна» или «река, голубая, как цветы льна».